# Pisidium dubium
Pisidium dubium är en musselart som först beskrevs av Thomas Say 1817.  Pisidium dubium ingår i släktet Pisidium och familjen ärtmusslor. Inga underarter finns listade i Catalogue of Life.